# 97식 어뢰
97식 어뢰는 일본에서 개발된 어뢰이다. 해상자위대에 배치되어 사용되고 있다. 미츠비시 중공업에서 생산을 담당했다.

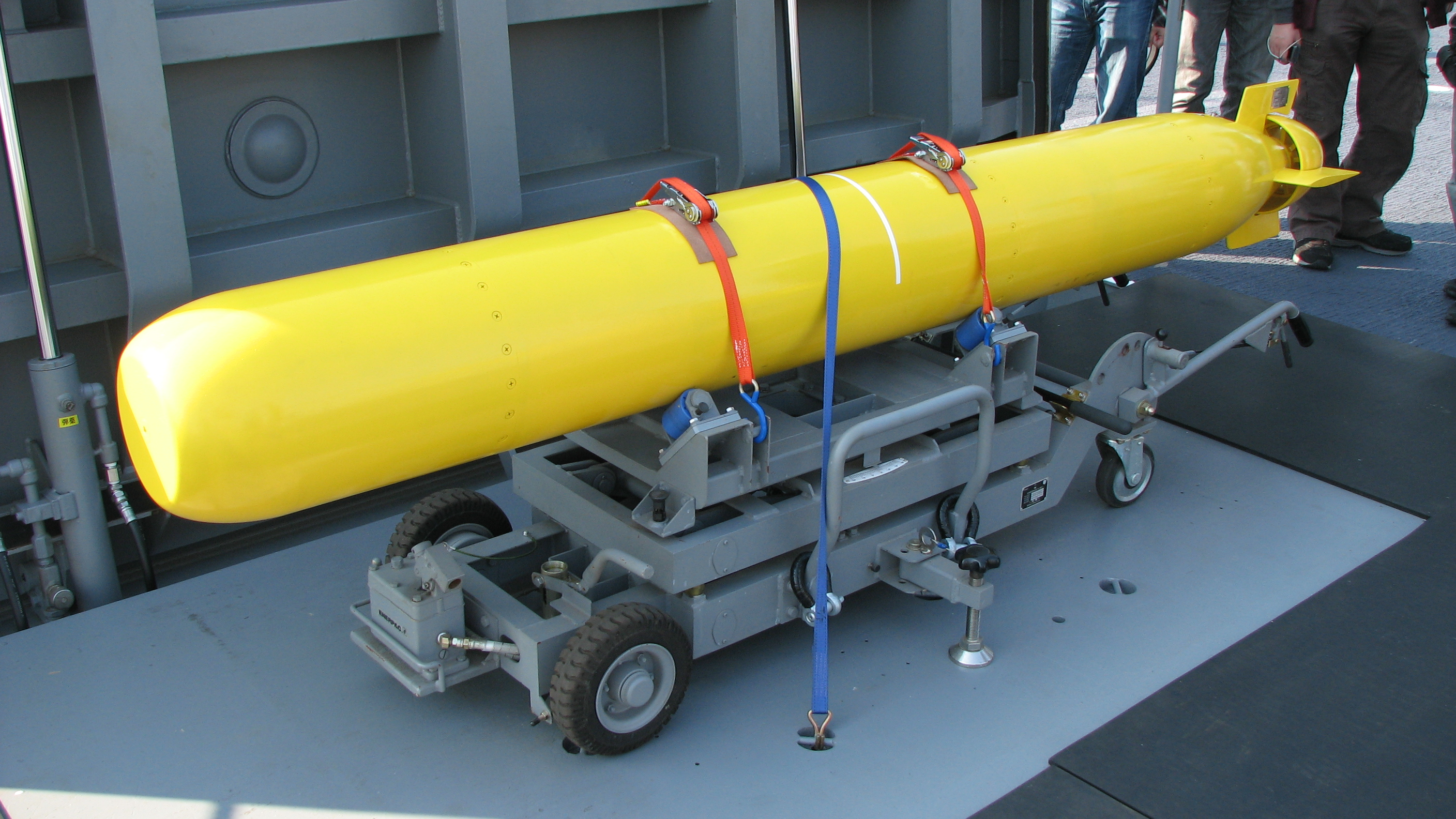
97식 어뢰의 시제품

## 개요
냉전 후기, 소련의 알파급 원자력 잠수함의 성능이나 속력이 향상되어, 기존의 Mk 46 어뢰로는 대응이 어려웠다. 이 때문에 더 뛰어난 성능, 속력을 가지는 어뢰의 필요성을 느껴 개발된 것이 97식 어뢰이다.
미국의 Mk 50 어뢰와 동급의 어뢰이며, 닫힌 연료주기 과정에 의한 제트 추진 및 성형작약탄을 사용하고 음향 신호는 디지털화되며, 목표 식별 시스템은 프로그래머블 처리된다.
1989년도부터 G-RX4라는 이름으로 본격적인 개발이 시작되어,
1997년에 제식화되었다. 해상자위대의 호위함 및 아스록 대잠 미사일. 07식 어뢰 및 항공기에도 사탑재되고 있다.

## 같이 보기
- 청상어 어뢰